# Balmaz, Anenii Noi
Balmaz este o localitate în comuna Ciobanovca, raionul Anenii Noi, Republica Moldova.

## Demografie
Structură etnică
     moldoveni (71,78%)
     ucraineni (23,93%)
     ruși (3,68%)
     găgăuzi (0,61%)
     bulgari (0%)
     români (0%)
     evrei (0%)
     polonezi (0%)
     țigani (0%)
     alte etnii / nedeclarată (0%)
Conform datelor recensământului din 2004, populația localității este de 163 locuitori, dintre care 81 (49,69%) bărbați și 82 (50,31%) femei. Structura etnică a populației în cadrul localității arată astfel:
- moldoveni — 117;
- ucraineni — 39;
- ruși — 6;
- găgăuzi — 1;
- altele / nedeclarată — 0.